# 2433 Sootiyo
2433 Sootiyo è un asteroide della fascia principale. Scoperto nel 1981, presenta un'orbita caratterizzata da un semiasse maggiore pari a 2,6043629 UA e da un'eccentricità di 0,2232349, inclinata di 10,38513° rispetto all'eclittica.